# Michael Thonet

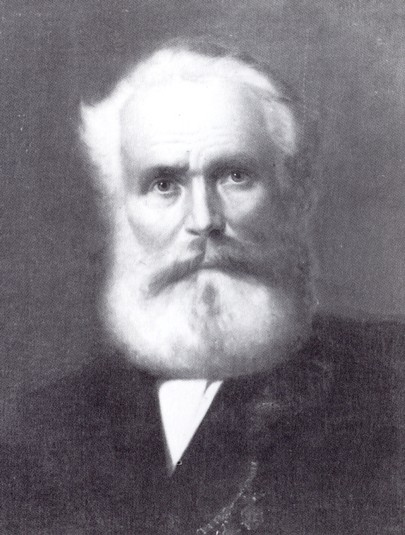
Michael Thonet

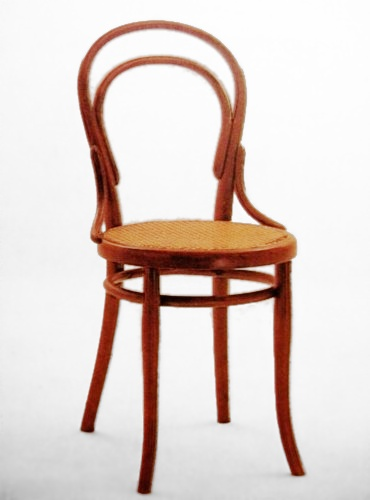
Michael Thonet,
"Stuhl nr. 14" från 1859

Michael Thonet, född 2 juli 1796 i Tyskland, död 3 mars 1871 i Wien, var en tysk möbelformgivare och företagare som räknas som industridesignens pionjär. Han blev känd genom sina sirliga caféhusstolar, så kallade Thonetstolar.

## Biografi
År 1819 inrättade Mikael Thonet en möbelverkstad i Boppard vid Rhen. Från 1830-talet experimenterade han med framställningen av möbler, främst stolar, i böjträteknik. I början av 1840-talet presenterade han sina första modeller på utställningar i Koblenz och Mainz. 
På inbjudan från furst Klemens von Metternich kom Thonet  1841 till Wien, där hans nya möbler presenterades för det kejserliga hovet och hans teknik kunde patenteras. 1853 överlämnade han firman till sina söner, som byggde ut serietillverkningen och saluförde Thonetprodukterna över hela världen under namnet Gebrüder Thonet. 
Tidigt började man leverera sina stolar i platta paket, för att underlätta främst exporten. 
Firman Gebrüder Thonet vann med sina stolar många internationella priser, såväl 1855 som 1867 i Paris. Vid världsutställningen i London 1851 fick Thonet en bronsmedslj för sina stolar Vienna bentwood chairs  och lyckades därmed med sitt internationella genombrott. Den 1859 framtagna stolen nr 14, även känd som Konsumstuhl Nr. 14, räknas fram till våra dagar som "stolarnas stol". Till 1930 tillverkades den i cirka 50 miljoner exemplar. Stolen fick en guldmedalj vid världsutställningen i Paris 1867.
Familjeföretaget Thonet finns sedan nästan 180 år och drivs numera av femte generationen. Idag tillverkas klassiker i böjträ och stålrör samt nya produkter av kända designer som Marcel Breuer, Ludwig Mies van der Rohe, Norman Foster och Erik Magnussen. Firmans säte och fabrik ligger i Frankenberg i Tyskland. Här finns även ett museum som berättar om företagets långa historia.